# Liesbeth Canneman-Philipse
Liesbeth Canneman-Philipse, geboren: Maria Elisabeth Philipse (Dordrecht, 4 december 1909 - Houten, 8 augustus 1987), was een Nederlands tuinarchitecte. 

## Leven en werk
Zij was getrouwd met Elias Anthony Canneman (1905-1987). Als tuinarchitecte kreeg zij haar opleiding bij de tuinbouwschool Huis te Lande te Rijswijk . Daarna werkte zij anderhalf jaar bij de Haagse tuinarchitect Th.J. Dinn. In 1934. Een hoogtepunt was de restauratie, aankleding en beplanting van hun eigen tuin bij Kasteel Walenburg te Neerlangbroek (Utrecht).

### Kasteel Walenburg
De Europese tuinkunst is de belangrijkste tuinstijl van Kasteel Walenburg. Een vertaling van besloten renaissancistische tuinen met geometrische vakverdeling, gecombineerd met  baroktuinen met assen en dwarsassen. Zo is de beplanting van de assen met heesters verschillend en contrasteert met die van de rozentuin en de kweektuin. Meer dan 100 verschillende soorten rozen omvat de rozentuin, terwijl in de andere vakken reeds meer dan 100 soorten planten, heesters en bomen te tellen zijn.
Omstreeks 1275 werd vermoedelijk de toren van Walenburg geconstrueerd. Eerst omstreeks 1550 werd een woongelegenheid aan de toren gebouwd. In 1966 kreeg de Walenburg zijn huidige uiterlijk, gerestaureerd door haar echtgenoot, inclusief het op de oude fundamenten nieuw opgetrokken poortgebouw.

### Oprichter Nederlandse Tuinenstichting
Liesbeth Canneman was oprichter van de Nederlandse Tuinenstichting. Veelal werden zij beiden gevraagd om ook de tuin van net door haar man gerestaureerde gebouwen te ontwerpen. Zo zijn in het Tuinjournaal 33 tuinontwerpen achterhaald. Met als specialiteit bloemenborders had zij een goed kleurgevoel en een gevoelige hand van combineren; veelal met pasteltinten tussen rood en blauw. Elk beplantingsplan werd met uiterste precisie uitgedacht. 

## Projecten
Van de 33 projecten die tot dusverre door de Nederlandse Tuinen Stichting zijn achterhaald vallen te noemen:
- kasteel Ammersoyen (1976)
- huis Zypendaal (Arnhem)
- kasteel Rosendael (Rozendaal, Gld.),
- huis Verwolde (Lochem),
- het Markiezenhof (Bergen op Zoom),
- het Vredespaleis (Den Haag) (1977)
- Kasteel Middachten, (Rheden)
- kasteel Doorwerth, (Renkum)
- kasteel Duivenvoorde (Voorschoten)
- kasteel Sypesteyn (Loosdrecht)
- Prinsenhof (Groningen)
- modeltuin Rob Herwig, (Lunteren)
- Ruygroklaan 199, Den Haag
- Louise de Colignylaan 8, Hoorn